# NGC 3620
NGC 3620 (również PGC 34366) – galaktyka spiralna z poprzeczką (SBab), znajdująca się w gwiazdozbiorze Kameleona. Odkrył ją John Herschel 31 marca 1837 roku.